# Basílica de Nuestra Señora de la Merced (Guayaquil)
La Basílica Menor de la Merced, también conocida simplemente como Iglesia de la Merced, es un templo católico con rango de basílica que se encuentra en la ciudad de Guayaquil, Ecuador.  
Su nombre es en honor a la Virgen de la Merced, patrona de la Orden de la Merced. Inicialmente, la orden tuvo su principal edificación en la Ciudad Vieja, en la denominada Iglesia de la Concepción. Luego, con tras edificaciones, fue reubicándose hasta tener su domicilio actual.

## Historia
La Orden Real y Militar de Nuestra Señora de la Merced y la Redención de los Cautivos (abreviado como Orden de la Merced) fue una de las primeras órdenes religiosas en llegar a la ciudad de Guayaquil, en el período colonial. El primer edificio de esta orden fue la Iglesia de la Concepción, ubicado en el mismo lugar en donde actualmente se encuentra el Museo del Benemérito Cuerpo de Bomberos. Posteriormente, se construyó un templo en la actual calle Víctor Manuel Rendón, el cual fue reconstruido varias veces debido a los incendios. Finalmente, la orden construyó la «capilla del Astillero» en donde que actualmente se levanta la iglesia de San Alejo.
La ubicación actual de la iglesia de la Merced data del año de 1787, en la antigua «calle del Tigre» (actualmente denominada «Víctor Manuel Rendón»). La construcción de este templo le correspondió al arquitecto italiano Paolo Russo entre 1934 y 1936.

## Descripción general

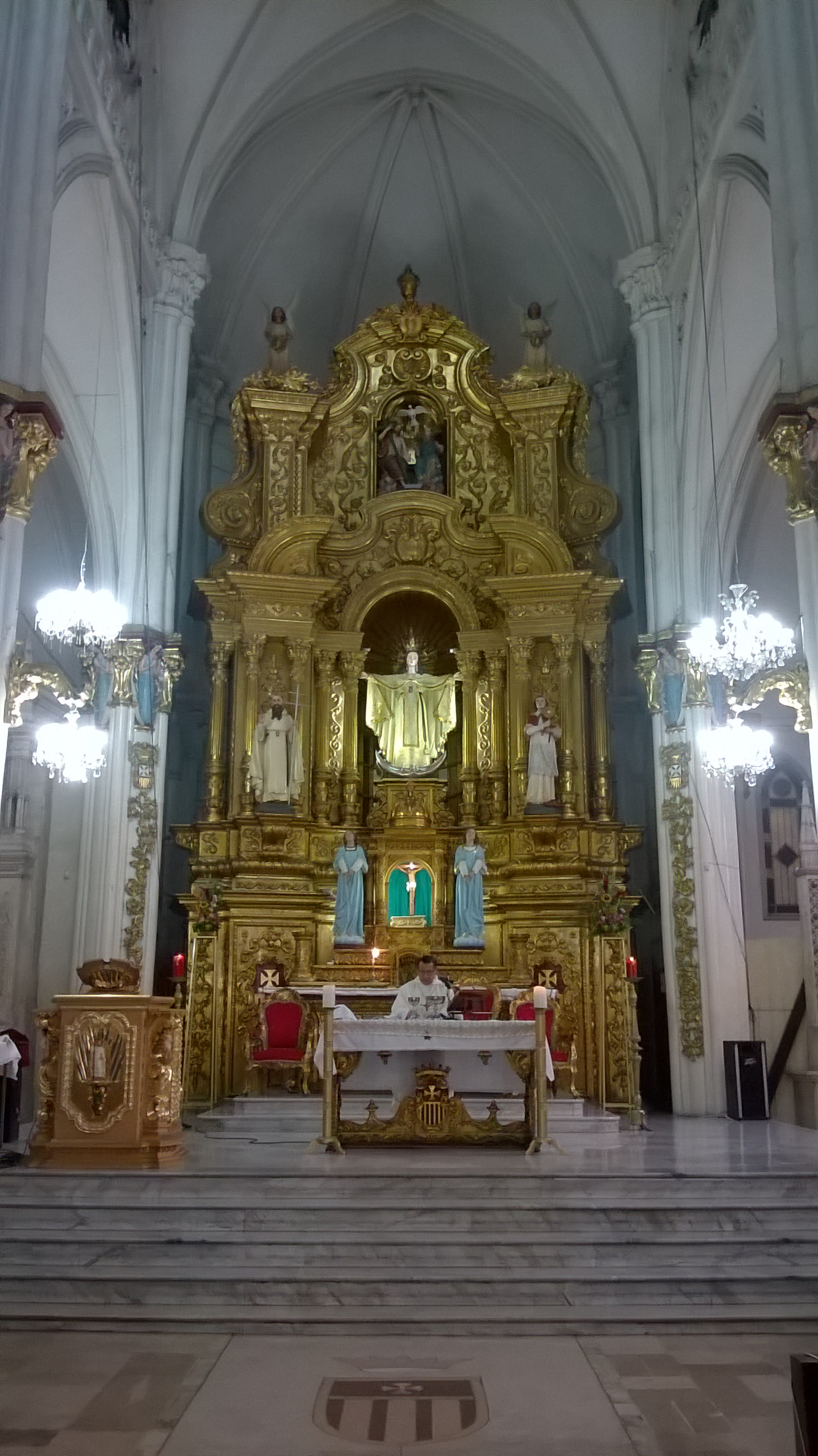
Altar de la basílica

La basílica contiene una estética de estilo gótico, al igual que las catedrales del medievo. Contiene tres naves.
En la nave izquierda del templo hay un cuadro con la imagen de la Virgen María con una joven (la joven que posó para el cuadro fue Rosa Icaza y Silva, quien a posteriori se convirtió en la esposa del prócer José Joaquín de Olmedo) que data posiblemente de 1790.
Un ábside octogonal filtra la luz desde lo alto, y a su izquierda se encuentra una alegoría de la Eucarístía, obra del escultor italiano Enrico Pacciani. En el Altar Mayor, un retablo sostiene la imagen de la Virgen de la Merced, vistiendo un hábito con la cruz templaria.
Los capitales están decorados con flores y ángeles, en sus partes superiores de los pilastres que sostienen las archivoltas góticas.

## Procesión
Anualmente, las autoridades religiosas del templo convocan una procesión en homenaje a la Virgen de la Merced. Tal convocatoria se realiza los 24 de septiembre de cada año. En esta procesión paticipan alrededor de dos mil fieles católicos, quienes recorren varias calles del centro de la urbe porteña.
La romería inicial en la iglesia de la Merced y se extiende desde la calle Víctor Manuel Rendón, girando por la calle Pedro Carbo; sigue su recorrido hasta la calle Mendiburo, luego gira por la avenida Escobedo y finalmente regresa por la calle Víctor Manuel Rendón hasta el templo.